# Lebia collaris
Lebia collaris är en skalbaggsart som beskrevs av Pierre François Marie Auguste Dejean. Lebia collaris ingår i släktet Lebia och familjen jordlöpare. Inga underarter finns listade i Catalogue of Life.